# Longsols
Longsols ist eine französische Gemeinde mit 132 Einwohnern (Stand: 1. Januar 2022) im Département Aube in der Region Grand Est; sie gehört zum Arrondissement Troyes und zum Kanton Arcis-sur-Aube.

## Geografie
Longsols liegt etwa 20 Kilometer nordöstlich von Troyes. Umgeben wird Longsols von den Nachbargemeinden Avant-lès-Ramerupt im Norden, Verricourt im Nordosten, Pougy im Osten und Nordosten, Val-d’Auzon im Südosten, Onjon im Süden sowie Charmont-sous-Barbuise im Westen und Südwesten.

## Bevölkerungsentwicklung
| Jahr                      | 1962 | 1968 | 1975 | 1982 | 1990 | 1999 | 2006 | 2011 | 2016 |
| Einwohner                 | 179  | 181  | 169  | 147  | 137  | 131  | 125  | 126  | 124  |
| Quelle: Cassini und INSEE |      |      |      |      |      |      |      |      |      |

## Sehenswürdigkeiten
- Fachwerkkirche Saint-Julien-l’Hospitalier-Saint-Blaise aus dem 15./16. Jahrhundert, seit 1926 Monument historique

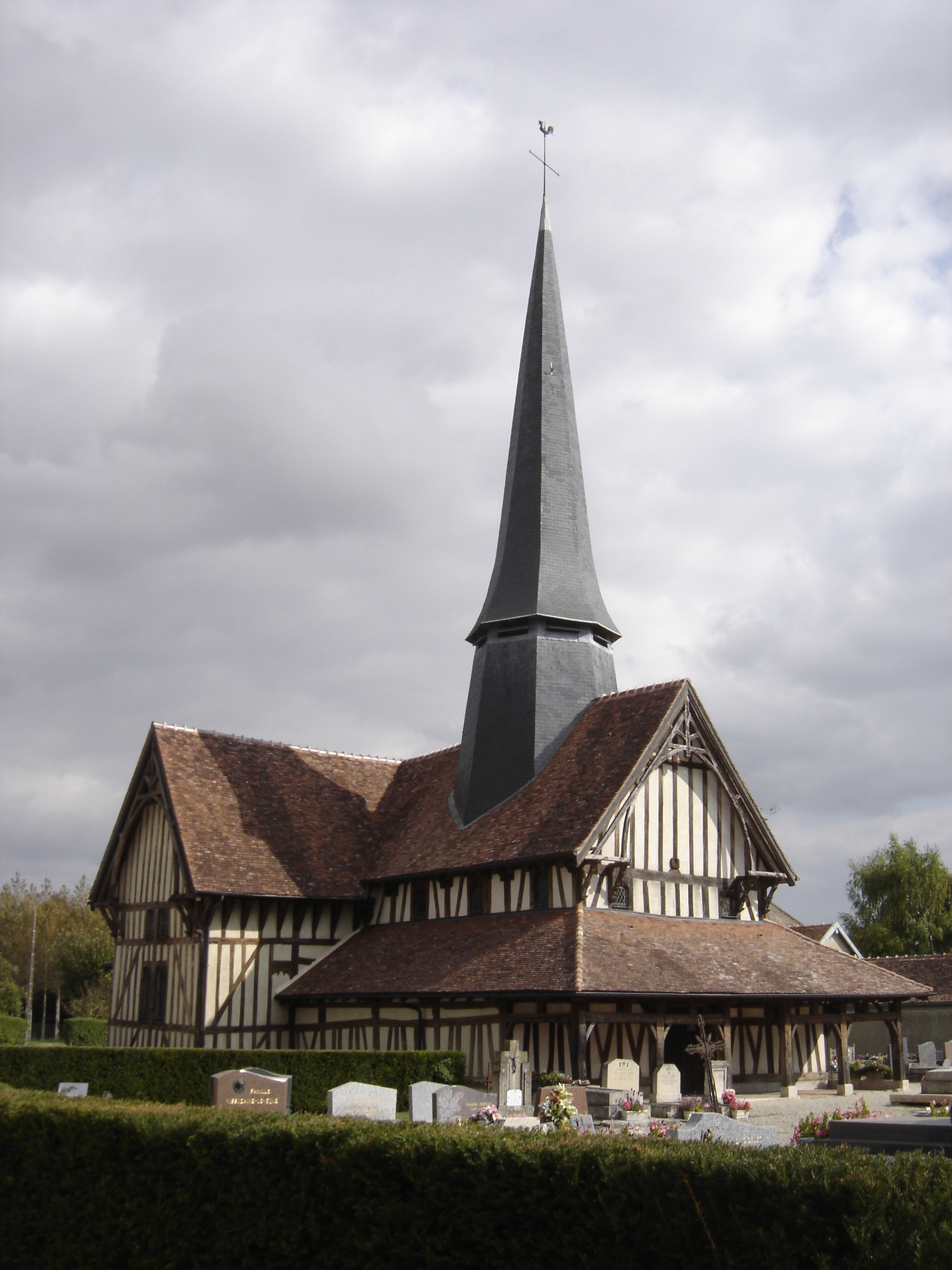
Kirche Saint-Julien-l’Hospitalier-Saint-Blaise